# Салем Ахмед Аль-Каабі
Салем Ахмед Аль-Каабі (англ. Salem Ahmed Salem Al-Kaabi) — еміратський дипломат. Надзвичайний і Повноважний Посол ОАЕ в Україні (з 2017) та в Республіці Молдова (за сумісництвом).

## Життєпис
Як Посол Об'єднаних Арабських Еміратів прибув до Києва 1 лютого 2017.
9 лютого 2017 року вручив копії вірчих грамот заступнику міністра закордонних справ України Сергію Кислиці
2 березня 2017 року вручив вірчі грамоти Президенту України Петрові Порошенку
У рамках ініціатив Посольства ОАЕ в Україні у «Рік Заїда», відкрив Центр арабських досліджень у Інституті міжнародних відносин КНУ імені Тараса Шевченка, який стане місцем для проведення лекцій, культурних заходів, мистецьких виставок, вивчення арабської мови та зберігання бібліотеки з арабською літературою.